# Cyclone Catarina
Ne doit pas être confondu avec Ouragan Katrina.
Le cyclone Catarina est le premier ouragan officiellement observé dans l'Atlantique sud, bien que des rapports historiques mentionnent d'autres tempêtes tropicales. Il a touché les côtes du Brésil le 28 mars 2004. Catarina toucha terre près de Torres, à la frontière entre l'État du Rio Grande do Sul et celui de Santa Catarina, causant des dommages estimés à 350 millions $US et tuant trois personnes. Il est à ce jour l'unique cyclone tropical ayant atteint le stade d'ouragan (selon l'échelle de Saffir-Simpson : vents soutenus de plus de 64 nœuds (119 km/h)) observé de l'Atlantique sud.

## Situation météorologique
Le 12 mars 2004, un creux barométrique froid en altitude se trouvait au large de la côte brésilienne. Une perturbation tropicale se forma sous ce creux le 19 mars et se déplaça vers l'est-sud-est jusqu'au 22 mars quand une crête barométrique arrêta sa progression. Grâce à un cisaillement des vents d'altitude exceptionnellement favorable et une température de surface de la mer de 24 à 26 °C, marginalement favorable, la perturbation devint une dépression subtropicale le 24. Sa position était alors à environ 1 170 km de Florianópolis et elle commença à se déplacer vers l'ouest. Le 25 mars, la dépression est devenue une tempête tropicale.
Ce système très compact s'intensifia et devint un cyclone tropical le 26. Un journal brésilien mentionna qu'un « Furacão (ouragan) menaçait l'État de Santa Catarina ». C'est en grande partie à cause de ce titre que le cyclone prit le nom non officiel de Catarina. Les conditions demeurant favorables, il atteignit son intensité maximale le 28 avec des vents soutenus de 160 km/h, un cyclone de catégorie 2, et des rafales à 180 km/h. Catarina toucha terre à cette intensité près de Torres, dans le Nord-Est de l'État du Rio Grande do Sul qui se trouve dans l'extrême Sud du Brésil. La tempête se dissipa rapidement par la suite à cause de la friction.

## Nom

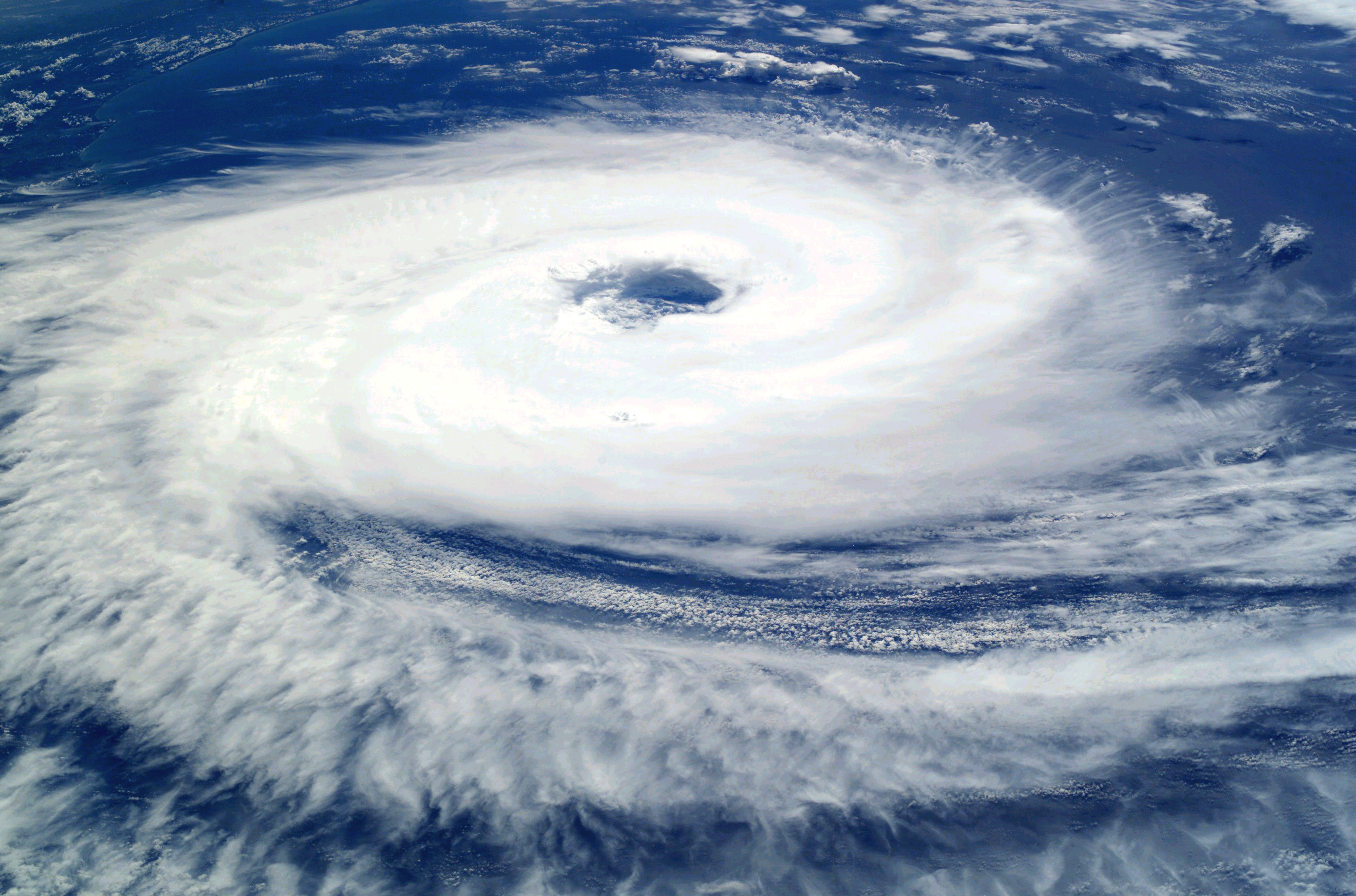
Le cyclone Catarina, vu de la station spatiale internationale, premier ouragan observé sur l’océan Atlantique sud le 26 mars 2004, près du Brésil.

Les responsables des services météorologiques brésiliens avaient originellement nié que le système était un cyclone même si un œil était clairement visible et qu'il présentait d'autres caractéristiques typiques de ces systèmes. Les météorologues ont adopté le nom Catarina pour le système, mais ce n'est qu'un an plus tard qu'ils l'ont officiellement élevé au rang de cyclone tropical. Leurs collègues nord-américains, bien que surpris par la position de ce cyclone, le reconnurent immédiatement comme tel. En utilisant l'imagerie satellitaire, ils reconnurent la structure typique avec un œil clairement entouré d'un mur de convection profonde et des bandes orageuses en spirale autour du système. Les analyses dynamiques et thermodynamiques ne laissaient pas non plus de choix à ces météorologues plus habitués aux ouragans et le National Hurricane Center américain le déclara ouragan dès le 26 mars.
Le nom de Catarina n'est pas sanctionné par l'Organisation météorologique mondiale car aucune façon formelle de nommer des cyclones n'est prévue dans l'Atlantique sud (voir Nomenclature des cyclones tropicaux). La tempête a reçu quelques autres noms comme Aldonça par un groupe de discussion sur les cyclones, 01T-ALPHA par le Met Office du Royaume-Uni et 50L-NONAME par le National Hurricane Center,. Finalement, on utilise le terme cyclone qui est le plus courant dans l'hémisphère sud mais, comme il s'est produit dans l'Atlantique, on aurait pu le qualifier d'ouragan.

## Rareté

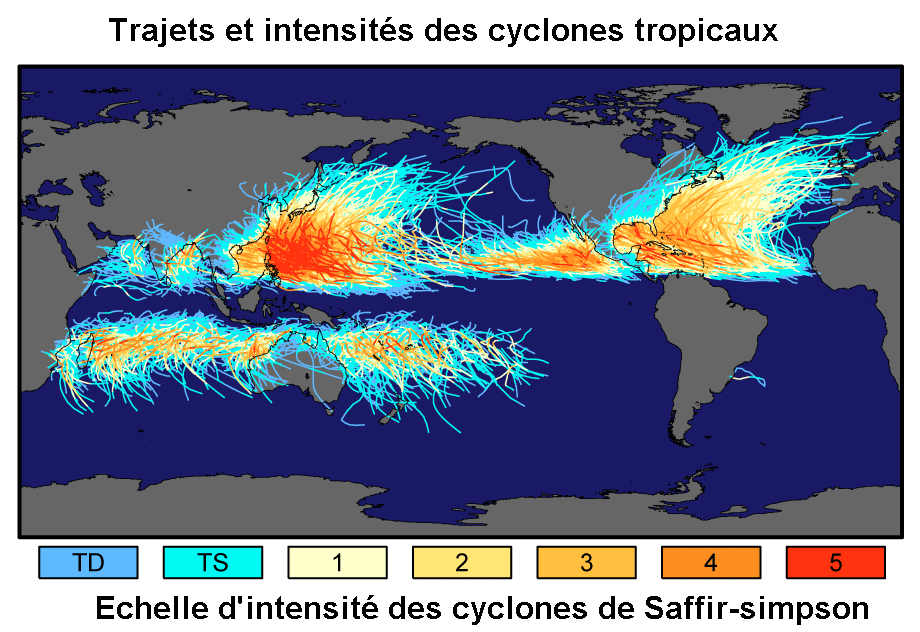
Trajectoire des cyclones tropicaux de 1985 à 2005. Un seul cyclone dans l'Atlantique sud : Catarina.

La formation de cyclones tropicaux dans l'Atlantique sud est très improbable car le cisaillement des vents avec l'altitude est trop grand en général et la température de l'eau trop froide. De plus, la zone de convergence intertropicale est généralement absente. Occasionnellement cependant les conditions sont un peu plus favorables, comme lors de dépressions tropicales en 1991 en Angola et au début de janvier 2004. Catarina a bénéficié d'une combinaison d'anomalies de températures de l'eau et de la circulation atmosphérique pour atteindre le stade de cyclone tropical. La température de l'eau d'un peu moins que 26,5 °C, généralement reconnue comme le minimum pour le développement d'un cyclone tropical, a été suffisante pour un développement baroclinique (voir système frontal) subtropical qui s'est transformé en cyclone tropical.
Jusqu'à Catarina, aucun système tropical n'avait atteint le niveau d'ouragan dans l'Atlantique sud selon une évaluation par photos satellitaires, soit depuis les années 1970. La Société brésilienne de météorologie attribue les conditions qui ont permis son développement au réchauffement de la planète et d'autres chercheurs ont indiqué que cela pouvait être dû à certains cycles climatiques, comme le mode annulaire de l'hémisphère sud, associés aux changements climatiques mais aucun lien solide n'a pu être établi. Plus de recherches sont nécessaires car les données disponibles ne s'étendent que sur une période très limitée de temps.

## Impacts

Position de l'État de Santa Catarina au Brésil

Catarina apporta des pluies diluviennes et des vents destructeurs. Parce que les météorologues brésiliens n'ont pas reconnu à temps la nature tropicale du système, les avertissements furent lancés tardivement, ce qui a accru l'impact du système. Ainsi, une bonne partie de la population ne se mit pas à l'abri ou ne prit pas les précautions suffisantes. Le cyclone aurait tué au moins trois personnes et en a blessé soixante-quinze.
Les dommages totaux ont été estimés à 350 millions de $US de 2004 :
- 40 000 édifices furent endommagés, dont 1 500 détruits. Ce fut surtout des maisons qui furent touchées, car construites en général en briques, sans renforts structuraux ni colonnes, et leurs toits s'envolèrent ou s'affaissèrent. Seulement 2 274 commerces ont été endommagés, dont 472 détruits, et 397 édifices publics dont trois détruits, bien qu'il forment 26 % des bâtiments de la région. Leur construction plus solide leur a permis de mieux résister à Catarina et ne coûta que 25,6 des 350 millions $US de pertes[10].
- Les zones les plus sinistrées se trouvent dans les secteurs les plus défavorisés[10].
- 85 % de la récolte de bananes et 40 % de celle de riz furent perdues, causant une grande perte financière pour les fermiers mais cela aurait pu être pire si la récolte de riz n'avait pas déjà faite en partie[10].

À Passo de Torres, le cyclone a détruit plusieurs chantiers navals et soufflé de nombreux toits. Près de la rivière Mampituba, la frontière entre l'État du Rio Grande do Sul et celui de Santa Catarina, une maison fut soufflée à environ 50 mètres en amont, retombant sur une autre demeure de l'autre côté de la frontière.